# 取調室 (テレビドラマ)
『取調室』（とりしらべしつ）は、1994年から2003年まで日本テレビ系「火曜サスペンス劇場」で放送された刑事ドラマシリーズ。全19回。笹沢左保原作で、主演はいかりや長介。

## 概要
刑事ドラマや刑事小説でありがちな被疑者逮捕までを追う作品ではなく、タイトルが示す通り、主人公であるいかりや長介扮する佐賀県警捜査一課の刑事で「落とし（被疑者から自供を得る事）の達人」水木正一郎警部補と逮捕された被疑者との取調べのやりとり、送検に至る過程を中心に物語が進行する倒叙ミステリーとなっている。
いかりやのライフワーク的な作品であり、1994年 - 2003年までに、全19作が制作・放送された。製作著作は第1作 - 第15作が宝映企画（東京宝映テレビ。現：宝映テレビプロダクション）、第16作 - 第19作は日本テレビエンタープライズ。
2004年3月20日に主演のいかりやが死去したため、後任を決めることも検討されたが、最終的にシリーズは第19作をもって終了となった。2012年・2013年にBS日テレでシリーズが再放送された。

## キャスト

### 佐賀県警捜査一課
水木正一郎
演 - いかりや長介
刑事。階級は警部補。異名は「（落としの）水さん」。
妻と娘との三人暮らし（第13作より登場）。
御子柴良平
演 - 西川忠志（第1作・第3作 - 第6作）
刑事。水木の相棒。
古賀栄
演 - 誠直也（第1作）→木村栄（第2作 - 第11作）
管理官（第2作では、細川管理官）。
衣山
演 - 及川ヒロオ（第1作・第2作）、沼田爆（第3作 - 第12作）
経歴：佐賀県警嬉野警察署（第1作）
→佐賀県警捜査一課（第2作 - 第12作）
刑事。階級は警部補。通称「衣さん」。
石川康伸
演 - 西田健（第1作 - 第12作）
捜査一課長。
大河原大介
演 - 宮川一朗太（第7作 - 第12作）
刑事。水木の相棒。あだ名は「ビッグ」（「大河原大介」より）。
西山
演 - 田中健（第13作 - 第19作）
捜査一課長。
荒巻行雄
演 - 渡辺哲（第13作 - 第19作）
刑事。階級は警部補。
八重垣正人
演 - 斉藤陽一郎（第13作 - 第19作）
刑事。水木の相棒。

### 警察署
小滝
演 - 田嶋基吉（第1作 - 第6作）
経歴：武雄警察署（第6作）
刑事。
高井
演 - 寺田英孝（第1作 - 第4作）、畑山東一郎（第5作・第6作）
経歴：武雄警察署（第6作）
刑事。小滝の相棒。
土肥
演 - 土肥一夫（第3作 - 第10作）
経歴：有田警察署（第3作）
→ 武雄警察署（第6作）
→ 鳥栖警察署（第8作）
→ 多久警察署（第10作）
副署長。第9作は強力班班長。
人見
演 - 高野真二（第7作・第8作）
経歴：鳥栖警察署（第7作）
署長。捜査本部長。
田丸
演 - 粟津號（第7作 - 第9作）
経歴：鳥栖警察署（第8作）
刑事。階級は警部補。
森川
演 - 田井宏明（第7作 - 第9作）
経歴：鳥栖警察署（第8作）
刑事。
七尾
演 - 山崎智弘（第8作）、槌屋和成（第9作 - 第12作）、山田洋一（第13作・第14作）
経歴：呼子警察署（第8作）
→ 多久警察署（第10作）
→ 武雄警察署（第11作）
→ 呼子警察署（第12作）
刑事。
貝塚
演 - 江良潤（第10作）、粟津號（第11作）、赤塚真人（第12作）、水島涼太（第13作 - 第18作）
経歴：多久警察署（第10作）
→ 武雄警察署（第11作）
→ 呼子警察署（第12作）
刑事。階級は警部補。
人見
演 - 佐久間英之（第10作 - 第12作）、夷正信（第13作・第14作）、長棟嘉道（第15作 - 第18作）
経歴：多久警察署（第10作）
→ 武雄警察署（第11作）
→ 呼子警察署（第12作）
刑事。捜査本部長の人見とは別人。
遠山
演 - 上田耕一（第12作・第16作）
経歴：呼子警察署（第12作）
署長。捜査本部長。
小笠原
演 - 小沢象（第13作・第14作・第17作）
経歴：佐賀警察署（第13作）
→ 鹿島警察署（第17作）
署長。捜査本部長。
佐々木
演 - 頃末弘巳（第13作 - 第19作）
経歴：唐津警察署（第19作）
刑事。

### 水木家
水木加代子
演 - 藤田弓子（第13作 - 第19作）
水木の妻。
水木直子
演 - 有森也実（第13作 - 第19作）
水木の娘。

### ゲスト
第1作「冷徹の頭脳を持つ殺人容疑者に県警本部が挑んだ十八日間!」（1994年）
- 小田垣久子（光秀の後妻） - 中島ゆたか
- 小田垣悦也（学生テニス王者） - 佐野智郎
- 唐沢峻一（嬉野警察署 署長・捜査本部長） - 塚本信夫
- 上原（佐賀県警捜査一課 係長） - 水島涼太
- 土屋美鈴（悦也の姉） - 藤田佳子
- 川居（ホテルの従業員） - 北林恵美
- トシ子（家政婦） - 宗方奈美
- 正子（定食屋女将） - なかはら五月
- 一笠（九州医科大学 教授） - 平野稔
- 瑞光寺 住職 - 久保晶
- 宮本（悦也の友人） - 市村直樹
- 光子（定食屋の従業員） - 島田圭乃
- 小田垣光秀（大学理学部教授・悦也の父） - 田村高廣

第2作「動機なき殺人? 県警捜査本部が難攻不落の知能犯に挑んだ十二日間」（1995年）
- 宗方美沙子（宗方の妻） - 平淑恵
- 山際（佐賀県警捜査一課 刑事・水木の相棒） - 森永健司
- 松浦（呼子警察署 署長・捜査本部長） - 鈴々舎馬風
- 岸広江（家政婦） - 沢井桂子
- 影山慶子（美沙子の親友） - 藤田美保子
- 宗方冬樹（宗方産業 社長） - 久富惟晴
- 鳥居弓子（旅館魚半の仲居） - 久我美智子
- 高野真一郎（美術商・3年前に傷害事件を起こす） - 西岡徳馬
- 貴山侑哉、五月晴子、大野由佳

第3作「不敵に笑う女容疑者! 県警本部が元艶歌手の最後の意地に挑んだ12日間」（1995年）
- 江口（有田警察署 署長・捜査本部長） - 塚本信夫
- 村山（佐賀県警科学捜査研究室 係長） - 小沢象
- 武笠久司（弓江の内縁の夫・元陶芸作家） - 江藤潤
- 二ノ宮律子（弓江の同居人・元看護婦） - 赤座美代子
- 阪田（小学校教諭・通報者） - 山﨑智弘
- 赤間康次（東西建設北関東支社 支社長） - 阿部六郎
- 香山弓江（ブティック経営者） - 萩尾みどり
- 島英司

第4作「殺人罪成立の必要条件? 県警本部がタレント助教授の策略に挑んだ十日間」（1996年）
- 大友夏子（榊原の娘） - 一色彩子
- 安河内（神埼警察署署長・捜査本部長） - 江藤漢
- 榊原重四郎（福岡文化大学 教授） - 戸沢佑介
- 守山千里（ホステス） - 松本美希
- 平井（助教授・大友の後輩） - 相原一夫
- 大友達也（大学助教授・夏子の夫） - 伊武雅刀

第5作「故郷で死にたかった…愛妻殺し容疑の実業家に県警本部が挑んだ十二日間」（1996年）
- 福富美佐子（佳夫の妻） - 鶴田さやか
- 宮地（鹿島警察署 署長・捜査本部長） - 小島三児
- 福富金次郎（水産加工会社「福富」経営者） - 高松英郎
- 小久保光子 - 沢井桂子
- 家政婦 - 五月晴子
- 大沢謙三（みかん農家） - 久保晶
- 福富佳夫（水産加工会社「福富」東日本支配人・金次郎の次男） - 隆大介
- 久我美智子、中村勲

第6作「優しい笑顔と鉄の心を持つ陶芸界のマドンナに県警が挑んだ十二日間」（1997年）
- 菊池朋州（絵里子の義父・嬉野温泉病院 入院患者） - 根上淳
- 大正屋の女将 - 藤田美保子
- 滝口（武雄警察署 署長・捜査本部長） - 天田俊明
- 波多野仁（ガソリンスタンド店員） - 石井洋祐
- 波多野フサエ（波多野の母・菊池家の元家政婦） - 石井トミコ
- 瑞光寺 住職 - 久保晶
- 佐々木弓子（絵里子の友人） - 菅原あき
- 大牧早苗（絵里子の友人） - 藤川尚子
- 菊池絵里子（新進の陶芸作家） - 岡本舞
- 山﨑智弘

第7作「人妻を焼殺した化学者の冷血な情熱に県警本部が挑んだ十二日間」（1997年）
- 小月参次郎（小月化学 3代目社長） - 名高達男
- 小月綾乃（参次郎の妻） - 三原じゅん子
- 石井弘子（鳥栖警察署 巡査） - 立花理佐
- 小月知香（綾乃の娘・8歳） - 小西杏奈
- 三田川竜彦（無職・小月化学 元社員・参次郎の大学の後輩） - 萩原流行

第8作「殺人捜査の裏を知りぬいたエリート警部の犯罪に県警が挑んだ12日間」（1998年）
- 長嶺光枝（ペンション「蒼海」オーナー） - 片桐夕子
- 長嶺洋子（光枝の娘） - 那須正江
- 赤坂由利（赤坂の娘・1年前死亡） - 上野友莉
- 三井民雄（由利のストーカー） - 丸茂太郎
- 黒木富士男（半年前刑務所を出所した札付きのワル） - 安藤一人
- 赤坂勇一郎（佐電工勤務・元福岡県警 警部） - 根津甚八
- 佐賀県警 鑑識課員 - 夷正信

第9作「数多くの人の命を救った女医が犯した殺人に県警本部が挑んだ10日間」（1998年）
- 片桐慎吾（定年間近の警部） - 下川辰平
- 笠原（唐津警察署 署長・捜査本部長） - 丸岡奨詞
- 笹沢左保（佐賀在住の作家） - 笹沢左保（特別出演）
- 桜田葉子（小田島病院 医師） - 鹿取洋子
- 小田島伸介（小田島病院 理事長） - 浅沼晋平
- 小田島美和（小田島の養女・女子医科大生・15年前死亡） - 黒河内優香
- 坂下仁（中学校教師・美和の実兄） - 石井洋祐
- 赤石吾朗（美和の恋人・昨年病死） - 佐野智郎
- 衣笠悦子（小田島病院 元看護婦） - 木瓜みらい
- 小田島章子（小田島病院 院長・小田島の妻） - 岡田茉莉子

第10作「打算? 情? 美人画商の動機なき殺人に県警が挑んだ10日間」（1999年）
- 藤村（多久警察署 署長・捜査本部長） - 岩尾拓志
- 井坂レイ（文政学園 理事長・井坂の妻） - 竹井みどり
- 井坂俊介（横浜在住の画家） - 堀内正美
- 大津亮（画家） - 伊藤正博
- 家政婦 - 人村朱美
- 梅津真知子（新進気鋭の画商） - 浅野温子

第11作「ホシは元外科医の女性評論家、凶器なき密室殺人に県警が挑んだ12日間」（2000年）
- 黒田（武雄警察署 署長・捜査本部長） - 野本博
- 家長千秋（玲子の娘・中学2年生） - 鴇田祐穂
- 里見ミチル（フリーター・補導歴あり） - 川嶋朋子
- 里見カオル（ミチルの妹・4か月前自殺） - 三條真美
- 家長玲子（医事評論家・元外科医） - 佐久間良子
- 小池（武雄市文化会館 職員・第一発見者） - 那須正江

第12作「長崎壱岐殺意の潮流「折り鶴」が見た美人秘書の偽りのアリバイ」（2000年）
- 小田切一平（中学校美術教師・由希の父・偽名「北尾」） - 大出俊
- 黒柳千秋（エステサロン「アネット」社長） - 柏木由紀子
- 小田切由布子（由希の母・2年前投身自殺） - 沢井桂子
- 栗田（呼子警察署 巡査） - 建みさと
- 小田切由希（千秋の秘書） - 千堂あきほ

第13作「凶器なき密室殺人…元女優が隠し続けた3ミリの傷と四角い血液」（2001年）
- 十津川英子（スナック経営者・元女優） - 山口果林
- 中丸大樹（陶器バイヤー・マリの夫） - 中山仁
- 沖圭一郎（マリの元マネージャー・8年前殺人を犯して逮捕され1か月前出所） - 中丸新将
- 中丸美樹（中丸と前妻の娘） - 馬渕英俚可
- 中丸マリ（専務・元女優） - 十朱幸代
- 長沢大、小川哲男

第14作「血の海に震える指－悪女とヒモ男の2つの取調室に挑んだ12日間」（2001年）
- 下川原純（相工建設 社員） - デビット伊東
- 河合（女子寮寮長） - 関えつ子
- 下川原健三（純の父） - 田村元治
- 甘田竜次（チンピラ・悠子の同棲相手） - 豊原功補
- 大木悠子（ホステス） - 南果歩

第15作「佐賀と東京の同時殺人－惨殺死体と水死体を結ぶ奇妙な女の友情」（2001年）
- 浦沢（鳥栖警察署 署長・捜査本部長） - 西沢利明
- 女性警察官 - 今井淳子
- 沼田梨江（陶器会社社長） - 姿晴香
- 沼田秀夫（陶器会社 元社長・梨江の夫・7年前死亡） - 河原さぶ
- 黒河内豊（陶器会社専務） - 中島久之
- 高峰克次（弁護士） - 柳澤慎一
- 鬼塚のぞみ（裕美子の娘） - 安部奈津希
- 川村裕美子（佐賀物産センター 従業員・旧姓「鬼塚」・沼田を殺害して服役したが刑期を終えて出所） - 丘みつ子
- 杉義一、山崎海童

第16作「血の海の密室同時殺人 Yの刺しゅうと吉野ヶ里に隠された女の悲恋」（2002年）
- 女性警察官 - 今井淳子
- 三津田孝司（汐見製作所 社員） - 米倉斉加年
- 矢崎幸之介（金融業者） - 久保晶
- 馬島（神奈川県警 警部補） - 三貴将史
- 中岡（神奈川県警 刑事・馬島の部下）  -  皆倉雄一
- 矢崎久美子（矢崎の娘） - 佐藤直子
- 松島総一郎（汐見製作所 専務） - 井川比佐志
- 汐見ユカ（汐見製作所 社長） - 草笛光子

第17作「慈母のような女が復讐鬼になった ノゴミ人形が暴く7年前の転落死」（2002年）
- 女性警察官 - 石井紀子
- 小宮山美菜子（麻美の娘・7年前転落死） - まきこ
- 森川康介（通販会社社長） - 勝部演之
- 熊沢孝之（医療機器メーカー勤務） - 長谷川朝晴
- 坂本（佐賀県警捜査一課 警部補） - 深水三章
- 敏江（保育士） - 藤代三千代
- 熊沢ゆかり（熊沢の妻・元看護師） - 高橋かおり
- 小宮山麻美（児童福祉施設「つむぎ園」園長） - 池内淳子

第18作「血染めナイフが切り裂く母と娘 一粒の真珠が暴く父殺し40年」（2002年）
- 女性警察官 - 石井紀子
- 都倉（佐賀警察署 署長・捜査本部長） - 藤田宗久
- 早見順三（幹也の兄・遥子の父・40年前死亡） - 永幡洋
- 早見照子（幹也の妻） - 木村翠
- 早見幹也（陶器販売会社社長） - 佐野浅夫
- 岡崎美津子（順三の妻・遥子の母・順三殺しで服役したが刑期を終えて仮出所） - 加藤治子
- 早見遥子（栄養士・幹也の姪） - 三田佳子（9歳：篠原愛実）

第19作「未亡人が暴く仮面夫婦の18年間 死者からの着信記録と強盗犯発生で勾留8日で取調べ中止」（2003年）
- 河津（唐津警察署 署長・捜査本部長） - 大林丈史
- 唐津警察署 刑事 - 山中聡、小栗了
- 八坂多美子（八坂水産 社長） - 未來貴子
- 八坂光彦（多美子の息子） - 高橋一生
- 坂口喜久江（坂口功介の未亡人） - 沖直未
- 八坂水産の商談相手 - 原哲男
- 節子（八坂家の家政婦） - 青木和代
- 長谷部マヤ（喫茶店「夢蘭門」店主・八坂の愛人） - いしのようこ
- 八坂新太郎（八坂水産 副社長・多美子の入婿） - 宅麻伸

## スタッフ
- 原作 - 笹沢左保
- 脚本 - 放送日程参照
- 音楽 - 大谷和夫
- 演出 -放送日程参照
- 撮影 - 林淳一郎、東原三郎
- ロケ協力 - 佐賀県観光連盟[8]、嬉野町（1.6）、唐津市商工観光課（2.3.9.10）、呼子町企画商工観光課（2.12）有田町役場[9]（3）、大和町観光協会（4）、太良町役場商工水産課（5）鳥栖市商工観光課（7.8）、多久市役所[10]（10）
- 技術協力 - ビデオフォーカス、ZOOM-X、ケイファイブ[11]、TRACKUP、AKUAKU
- 企画協力 - 榎本喜久枝
- プロデューサー - 田辺昌一、伊藤猛、田中芳樹、西牟田知夫、雨宮望、加賀義二、前田伸一郎、大野哲哉、大森美孝、大森一夫
- 制作 - 日本テレビ

## 放送日程
- サブタイトルはゲスト欄を参照。

| 話数 | 放送日        | 原作                                        | 脚本                | 監督     | 視聴率 |
| ---- | ------------- | ------------------------------------------- | ------------------- | -------- | ------ |
| 1    | 1994年4月19日 | 「取調室 静かなる死闘」                     | 山田正弘            | 鷹森立一 | 17.3%  |
| 2    | 1995年7月18日 | 「遥かなりわが愛を」                        | 山田正弘 洞澤美恵子 | 鷹森立一 | 19.2%  |
| 3    | 10月24日      | 「取調室(2) 死体遺棄現場」                  | 山田正弘 洞澤美恵子 | 鷹森立一 | 12.1%  |
| 4    | 1996年4月30日 | 「泡の女」                                  | 洞澤美恵子          | 鷹森立一 | 14.2%  |
| 5    | 12月10日      | 「帰郷」                                    | 洞澤美恵子          | 鷹森立一 | 17.0%  |
| 6    | 1997年6月24日 | 「サンセット刑事」                          | 洞澤美恵子          | 鷹森立一 | 16.7%  |
| 7    | 9月09日       | 「取調室(3) 敵は鬼畜」                      | 洞澤美恵子          | 鷹森立一 | 21.2%  |
| 8    | 1998年5月19日 | 「悪魔の処刑」                              | 洞澤美恵子          | 鷹森立一 | 20.1%  |
| 9    | 12月01日      | 「十九歳の葬式」                            | 洞澤美恵子          | 鷹森立一 | 17.3%  |
| 10   | 1999年6月15日 | 「水木警部補の敗北 取調室(4)」              | 洞澤美恵子          | 鷹森立一 | 18.6%  |
| 11   | 2000年1月25日 | 「遥かなり蒼天」                            | 洞澤美恵子          | 鷹森立一 | 17.9%  |
| 12   | 6月27日       | 「不倫岬」                                  | 洞澤美恵子          | 鷹森立一 | 16.4%  |
| 13   | 2001年2月20日 | 「もしもお前が振り向いたら」                | 洞澤美恵子          | 鷹森立一 | 17.9%  |
| 14   | 9月11日       | 「孤愁の果て」                              | 洞澤美恵子          | 鷹森立一 | 15.9%  |
| 15   | 12月18日      | 「警部の証言」 （「遥かなりわが叫び」改題） | いずみ玲            | 鷹森立一 | 18.5%  |
| 16   | 2002年2月26日 | 「暗鬼の旅路」                              | 那須真知子          | 田中登   | 18.1%  |
| 17   | 8月06日       |                                             | いずみ玲            | 鷹森立一 | 16.6%  |
| 18   | 10月08日      |                                             | いずみ玲            | 鷹森立一 | 16.5%  |
| 19   | 2003年5月27日 | 「透明の殺意」                              | いずみ玲            | 鷹森立一 | 19.5%  |

- 視聴率はビデオリサーチ調べ、関東地区・世帯